# ماتي أجافون
ماتي أجافون (بالإنجليزية: Matee Ajavon)‏ مواليد 7 مايو 1986، هي لاعبة كرة سلة أمريكية. بدأت مسيرتها الاحترافية في سنة 2008. تم اختيارها من قبل فريق هيوستن كومتز خلال الدرافت. تلعب مع أتلانتا دريم في دوري الاتحاد الوطني لكرة السلة النسائية. وتحمل الرقم 10. حققت المركز الأول في دورة الألعاب الأمريكية 2007.

## المسيرة الاحترافية
لعبت مع هيوستن كومتز في سنة 2008، ثم لعبت مع نادي فنربخشة لكرة السلة للسيدات من سنة 2008 إلى 2010، ثم لعبت مع واشنطن ميستيكس من سنة 2009 إلى 2014، ثم لعبت مع فريق جامعة اسطنبول في موسم 2010–2011، ثم لعبت مع أتلانتا دريم في سنة 2014.

## الميداليات
| الميدالية | المسابقة                    |
| --------- | --------------------------- |
| ذهبية     | دورة الألعاب الأمريكية 2007 |

## روابط خارجية
- ماتي أجافون على موقع الاتحاد الدولي لكرة السلة (الإنجليزية)
- ماتي أجافون على موقع الاتحاد الوطني لكرة السلة النسائية (الإنجليزية)
- ماتي أجافون على موقع كرة السلة الأوروبية.كوم (الإنجليزية)
- ماتي أجافون على موقع كلية كرة السلة في سبورتس رفرنس.كوم (الإنجليزية)
- ماتي أجافون على موقع بروبوليرز (الإنجليزية)
- ماتي أجافون على موقع سبورتس رفرنس (الإنجليزية)